# Схороните моё сердце у Вундед-Ни (фильм)
«Схороните моё сердце у Вундед-Ни» (англ. Bury My Heart at Wounded Knee) — телевизионный фильм режиссёра Ива Симоно, вышедший на экраны в 2007 году. Лента основана на одноимённой книге Ди Брауна.

## Сюжет
Лента повествует о переселении индейцев сиу в резервации в Южной Дакоте и об изменении их традиционного уклада жизни. Сенатор Генри Доус отстаивает более гуманный подход к индейцам, в чём ему помогает молодой человек по имени Чарльз Истмен, которого в юности забрали из племени и воспитали как белого американца. Чарльз получает хорошее образование и становится врачом, после чего отправляется в резервацию, чтобы помогать своим соплеменникам. Здесь вместе со своей будущей женой Элейн Гудейл он становится свидетелем последствий, к которым привела правительственная политика в отношении индейцев: попытки сделать из них земледельцев на этой бесплодной земле привели лишь к деградации, голоду и нищете. Попытки сопротивления, предпринятые под началом вождя по имени Сидящий Бык, также не имели успеха, закончившись сначала военным поражением, затем долгими скитаниями и, наконец, резнёй на ручье Вундед-Ни.

## В ролях
- Эйдан Куинн — сенатор Генри Доус
- Адам Бич — Чарльз Истмен
- Аугуст Шелленберг — вождь Сидящий Бык
- Анна Пакуин — Элейн Гудейл
- Чевес Эзане — Охийеса (Чарльз в юности)
- Колм Фиори — генерал Уильям Шерман
- Фред Далтон Томпсон — президент Улисс Грант
- Дуэйн Ховард — дядя
- Натан Ли — Одинокий Бык
- Шон Джонстон — полковник Нельсон Майлз
- Гордон Тутусис — вождь Красное Облако
- Дж. К. Симмонс — Джеймс Маклафлин
- Марти Атонини — полковник Джеймс Форсайт

## Награды и номинации
- 2007 — 6 премий «Эмми»: лучший телефильм, лучшая операторская работа для мини-сериала или телефильма (Дэвид Франко), лучший монтаж для мини-сериала или телефильма (Майкл Браун, Майкл Орнстайн), лучший грим для мини-сериала или телефильма, лучший монтаж звука для мини-сериала или телефильма, лучшее микширование звука для мини-сериала или телефильма. Кроме того, лента получила 11 номинаций: лучшая режиссура для мини-сериала или телефильма (Ив Симоно), лучший сценарий для мини-сериала или телефильма (Дэниел Джиат), лучший актёр второго плана в мини-сериале или телефильме (Эйдан Куинн, Аугуст Шелленберг), лучшая актриса второго плана в мини-сериале или телефильме (Анна Пакуин), лучшая музыка для мини-сериала или телефильма (Джордж Клинтон), лучшая работа художника-постановщика для мини-сериала или телефильма (Иэн Томас), лучший кастинг для мини-сериала или телефильма (Рене Хейнс), лучшие костюмы для мини-сериала или телефильма (Марио Давиньон), лучшие причёски для мини-сериала или телефильма, лучшие визуальные спецэффекты для мини-сериала или телефильма.
- 2007 — две номинации на премию «Спутник» за лучший телефильм и за лучшую мужскую роль в мини-сериале или телефильме (Эйдан Куинн).
- 2008 — премия «Выбор критиков» за лучший телефильм.
- 2008 — премия Гильдии продюсеров США лучшему продюсеру за телепродукцию длинной формы (Дик Вульф, Том Тэйер, Клара Джордж).
- 2008 — премия Гильдии режиссёров США за лучшую режиссуру для мини-сериала или телефильма (Ив Симоно).
- 2008 — премия «Молодой актёр» лучшему молодому актёру в мини-сериале или телефильме (Чевес Эзане).
- 2008 — три номинации на премию «Золотой глобус»: лучший мини-сериал или телефильм, лучшая мужская роль в мини-сериале или телефильме (Адам Бич), лучшая женская роль второго плана в сериале, мини-сериале или телефильме (Анна Пакуин).
- 2008 — номинация на премию Гильдии киноактёров США за лучшую женскую роль второго плана в мини-сериале или телефильме (Анна Пакуин).
- 2008 — номинация на премию Гильдии сценаристов США за лучшую адаптацию — длинная форма (Дэниел Джиат).